# Khalid al-Mihdhar
Khalid al-Mihdhar (arabe : خالد المحضار), né le 16 mai 1975 à La Mecque en Arabie saoudite et mort le 11 septembre 2001, est un membre d'Al-Qaïda et l'un des pirates de l'air du vol 77 American Airlines, qui a été détourné pour s'écraser sur le Pentagone dans le cadre des attentats du 11 septembre 2001.

## Attentats du 11 septembre 2001
Le 11 septembre, il embarqua à bord du vol 77 American Airlines et s'assit en siège 12B. Une demi-heure après le décollage, il participa au détournement, en repoussant les passagers à l'arrière de l'appareil. L'avion s'écrasa contre le Pentagone à 9 h 37.